# Sonalnoje (Region Altai)
Sonalnoje (russisch Зональное) ist ein Dorf (selo) in der Region Altai (Russland) mit 3402 Einwohnern (Stand 14. Oktober 2010).

## Geographie
Der Ort liegt gut 100 km Luftlinie südöstlich des Regionsverwaltungszentrums Barnaul und etwa 25 km nordwestlich von Bijsk.
Sonalnoje ist Verwaltungssitz des Rajons Sonalny sowie Sitz der Landgemeinde Sonalny selsowet, zu der neben dem Dorf Sonalnoje noch das Dorf Nowaja Michailowka und die Siedlung Uroschainy gehören.

## Geschichte
Das Dorf wurde 1932 gegründet und bereits 1938 Zentrum eines Rajons. 1963 wurde der Rajon aufgelöst und Sonalnoje verlor seine Verwaltungsfunktion, erhielt sie aber 1983 mit Wiederausgliederung des Rajons zurück.

### Bevölkerungsentwicklung
| Jahr | Einwohner |
| ---- | --------- |
| 1989 | 3380      |
| 2002 | 3528      |
| 2010 | 3402      |

Anmerkung: Volkszählungsdaten

## Verkehr
In Sonalnoje liegt an der 1915 eröffneten  Eisenbahnstrecke Nowoaltaisk (Altaiskaja) – Bijsk (Stationsname Sonalny, Streckenkilometer 124). Etwa 6 km östlich des Dorfes verläuft die Fernstraße M52 Tschuiski trakt, die Nowosibirsk vorbei an Barnaul, über Bijsk und vorbei an der Hauptstadt der Republik Altai Gorno-Altaisk mit der mongolischen Grenze bei Taschanta verbindet.